# Klub Malog Fudbala Municipium
Il Klub Malog Fudbala Municipium, meglio noto come Municipium Pljevalja per ragioni di localizzazione, è una squadra montenegrina di calcio a 5 con sede a Pljevlja. 

## Storia
La società è stata fondata nel 2002 per essere iscritta nelle serie minori del campionato jugoslavo. Dopo appena due anni, il Municipium disputa la massima serie serbo-montenegrina, raggiungendo immediatamente la finale per il titolo dove viene però sconfitto dal Marbo Belgrado. Dopo l'indipendenza del Montenegro la squadra ha preso parte al neonato campionato montenegrino, del quale ha vinto le prime due edizioni. Il cammino nella Coppa UEFA 2007-08 rappresenta il culmine sportivo del Municipium: inserita come debuttante nei preliminari, la società montenegrina si qualifica e supera anche il turno principale, arrivando a giocare il turno élite contro Benfica, Dinamo Mosca e Luparense.

## Rosa 2007/2008
| N° | Naz.                  | Ruolo | Sportivo             | Anno       |  |  |
| -- | --------------------- | ----- | -------------------- | ---------- |  |  |
| -  | Montenegro (bandiera) | -     | Darko Bojanović      | -          |  |  |
| -  | Montenegro (bandiera) | -     | Aleksandar Božović   | -          |  |  |
| -  | Serbia (bandiera)     | -     | Predrag Brzaković    | -          |  |  |
| -  | Montenegro (bandiera) | -     | Dragoljub Despotović | -          |  |  |
| -  | Serbia (bandiera)     | -     | Mirko Nikolić        | -          |  |  |
| -  | Montenegro (bandiera) | -     | Miladin Pivljanin    | -          |  |  |
| -  | Montenegro (bandiera) | -     | Milko Pušonja        | -          |  |  |
| -  | Serbia (bandiera)     | -     | Milan Rakić          | -          |  |  |
| -  | Serbia (bandiera)     | -     | Siniša Trojanović    | -          |  |  |
| -  | Montenegro (bandiera) | -     | Dragan Vrećo         | -          |  |  |
| -  | Montenegro (bandiera) | -     | Zoran Žarić          | -          |  |  |
| -  | Montenegro (bandiera) | -     | Darko Zeković        | -          |  |  |
| -  | Serbia (bandiera)     | -     | Milan Živić          | -          |  |  |
| -  | Serbia (bandiera)     | -     | Branko Zrnić         | -          |  |  |
|    | Serbia (bandiera)     | -     | Zoran Pržulj         | Allenatore |  |  |

## Palmarès
- Campionato montenegrino: 2
2006-07, 2007-08